# Carl Gustav Wrangel
Carl Gustav Wrangel, hrabě z Salmisu, podepisoval se „Wrangell“, (13. prosince 1613, zámek Skokloster u Uppsaly – 5. července 1676 na svém statku Spyker v Glowe na Rujáně) byl švédský šlechtic, polní maršál v době třicetileté války a politik.

## Život

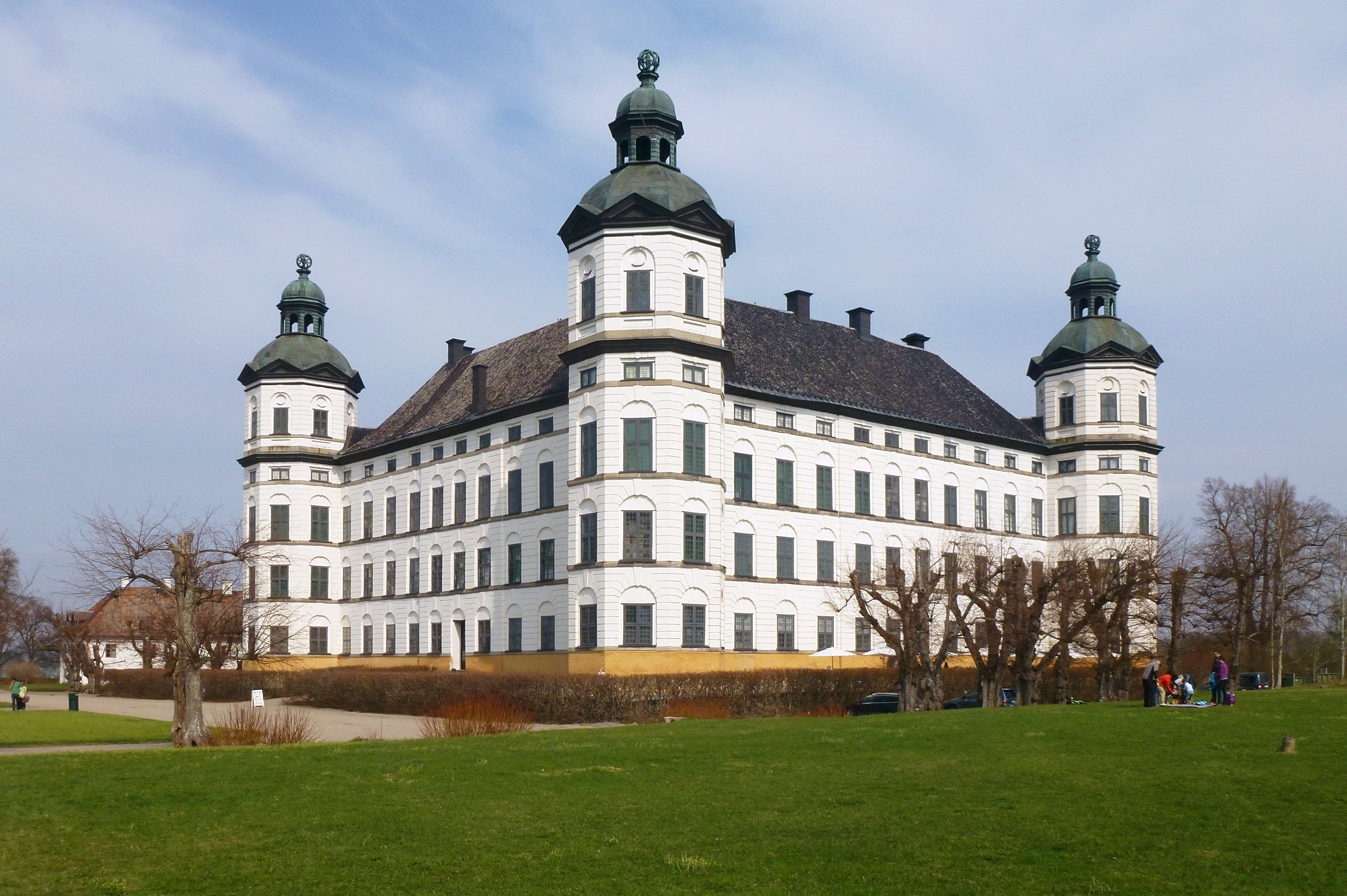
Zámek Skokloster

Narodil se do rodiny polního maršála a generála Hermanna Wrangela v královském zámku Skoklosteru.
Do armády vstoupil již ve 20 letech a rychle stoupal ve vojenské hierarchii. Roku 1644 velel flotile, která porazila Dány u Fehmarnu. Na konci třicetileté války bojoval i na českém území. Poté, co generál Lennart Torstenson neuspěl v roce 1645 při obléhání Brna, bylo rozhodnuto nahradit jej v čele švédské armády právě Wrangelem.
V červenci roku 1647 dobyl Cheb a na přelomu srpna a září stejného roku velel vojsku během bitvy u Třebele a střetnutí u Teplé.
Švédská královna Kristina mu za zásluhy roku 1649 darovala panství se zámkem na Rujroku 1651 udělila titul hraběte ze Salmisu. Za druhé severní války velel nejdříve flotile a později pozemní armádě v bitvě u Varšavy (1656).
O rok později, 1657 velel vojskům, která vstoupila do Jutska a o rok později dobyl pevnost Kronborg útokem vedeným po zamrzlém moři a v roce 1666 neúspěšně zaútočil na Brémy. Byl odvolán poté, co neúspěšně vedl válku proti Braniborsku a jeho nevlastní bratr Waldemar Wrangel byl poražen u Fehrbellinu. Krátce nato Carl Gustav na svém zámku na Rujáně zemřel. Je pohřben v rodinné hrobce v zámecké kapli Skoklosteru. Společně s manželkou založil a vybavil Wrangelovskou kapli na zámku Calbe v Sasku-Anhaltsku.

## Fundátor a mecenáš umění

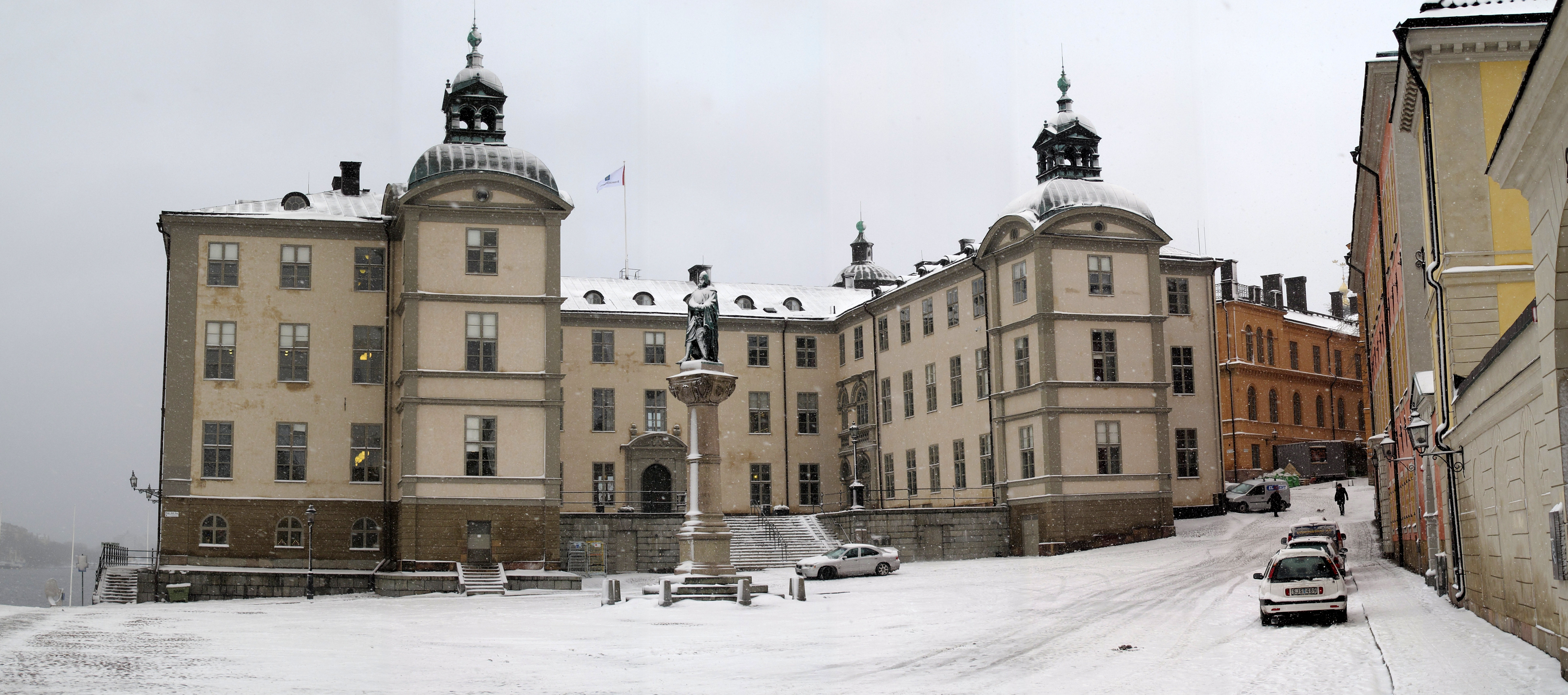
Nicodemus Tessin starší: Wrangelův palác ve Stockholmu

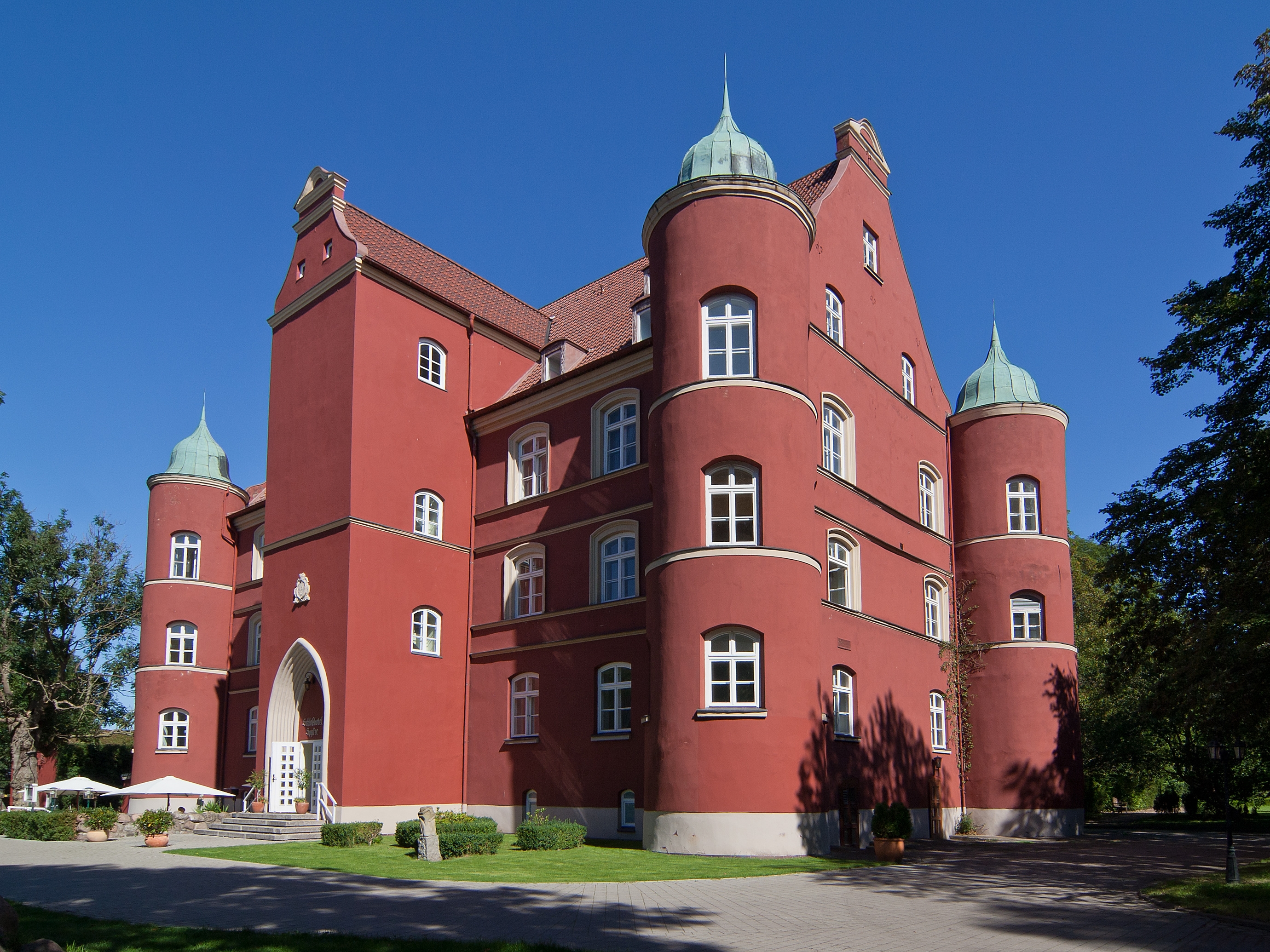
Zámek Spyker na Rujaně

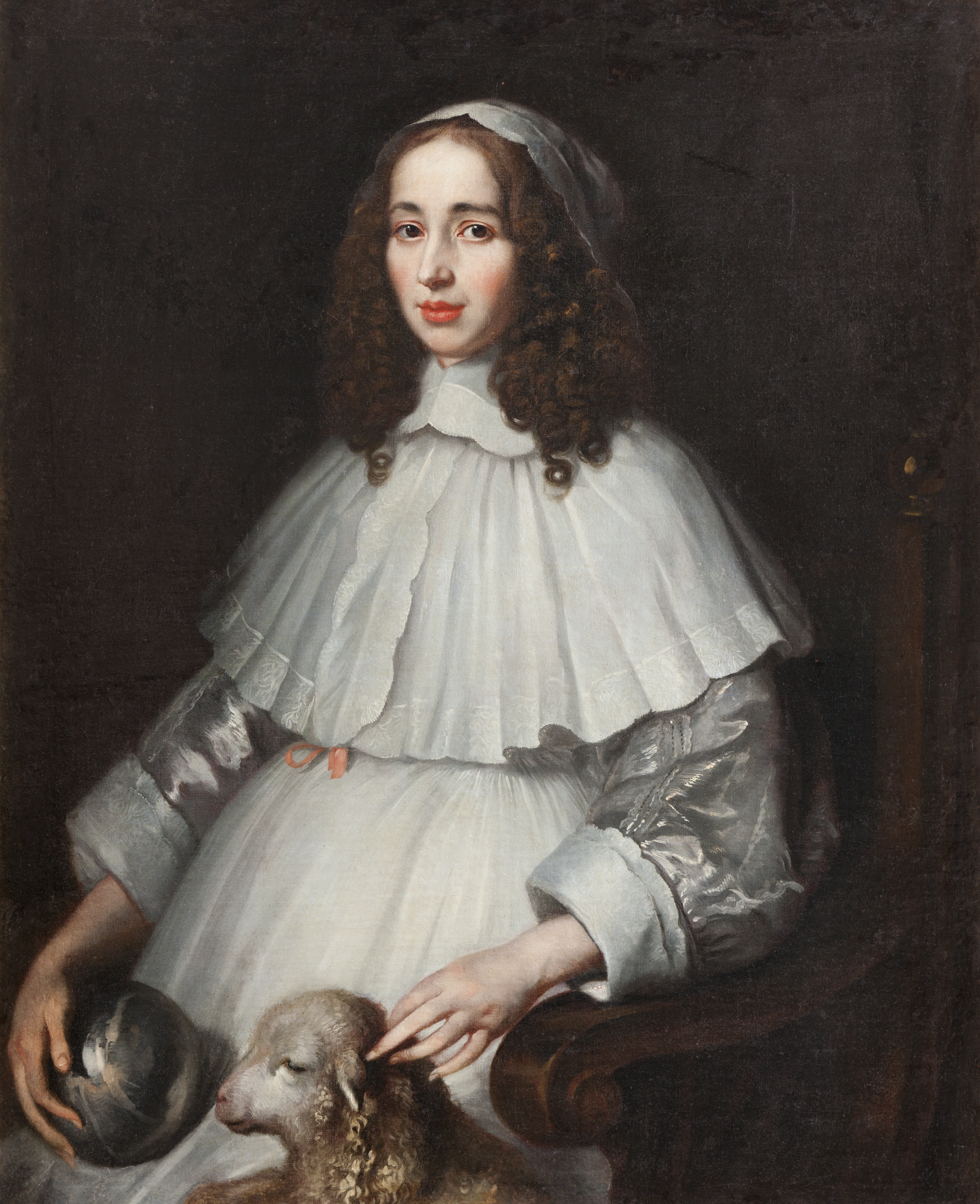
Matthäus Merian: Portrét těhotné Anny Margarety Wrangelové, rozené von Haugwitz, asi 1651

Mnoho peněz investoval do staveb a jejich vybavení ve Švédsku (palác zvaný Wrangelsburg ve Stockholmu, Skokloster) i v Německu (Wrangelův palác ve Stralsundu, přestavba zámku Spyker na Rujáně). Podporoval Matouše Meriana a jeho nakladatelství, byl donátorem atlasu mědirytin evropských měst "Theatrum europaeum". Zaměstnával architekta Nikodéma Tessina staršího, sochaře Pfundta, malíře portrétisty Anselma van Hulle, Davida Klöckera Ehrenstrahla a již zmíněného Meriana (od něj je Wrangelův portrét v infoboxu).

## Rodina
Roku 1640 se oženil s Annou Markétou, hraběnkou Haugvicovou (1622–1673), dcerou Baltazara Jáchyma z Haugvic ze saské větve rodu Haugviců. Manželé měli 13 dětí, z nichž většina zemřela v dětském věku:
- Hanibal Gustav (1641–1646)
- Markéta Juliana (* 4. listopad 1642; † 1701) ⚭ 21. prosinec 1660 Nils Brahe mladší (1633–1699)
- Markéta Barbora (1643–1643)
- Achilles (1644–1648)
- August Gideon (1646–1648)
- Karel Filip (1648, Dingolfing u Mnichova - 13. duben 1668, Londýn)
- Hedvika Eleonora Žofie (31. srpna 1651, Wrangelsburg - 1687, Stralsund) ⚭ 7. duben 1678 s Arnoštem Ludvíkem svobodný pánem z Putbusu
- Šarlota Emilie (1652–1657)
- Polydora Kristiana (6. listopadu 1655 - 1675) ⚭ 1673 Leonhard Johan z Wittenbergu, syn Arvida z Wittenbergu
- Augusta Aurora (* 15. leden 1658; † 27. leden 1699)
- Herman (*/ † 1661)
- Anna Luisa (*/ † 1664)
- neznámé (*/ † 1665)